# Emma-Jane Kirby
Emma-Jane Kirby est une journaliste et reporter britannique. Elle vit à Paris et à Londres. Elle reçoit en 2015 le prix Bayeux-Calvados pour son reportage L'opticien de Lampedusa.

## Biographie
Emma-Jane Kirby étudie l'anglais et la littérature anglaise à St Edmund Hall, Université d'Oxford. Elle travaille pendant trois ans pour une radio locale à Oxford. Elle  rejoint ensuite la BBC, et est journaliste pour l'émission radiophonique Woman's Hour. En 2001, elle est correspondante auprès de l'ONU à Genève, puis auprès de l'Europe à Bruxelles. Elle est ensuite correspondante pendant trois ans à Paris. Elle réalise de nombreux documentaires télévisés et radiophoniques.  
En 2013, elle se rend sur l'île de Lampedusa à la suite du naufrage d'une embarcation, le 3 octobre 2013. 366 personnes meurent à la suite de ce naufrage qui a lieu à 1 kilomètre des côtes.  En 2015, elle remporte le prix Bayeux-Calvados  des correspondants de guerre pour son reportage « L’opticien de Lampedusa ». Ce reportage est le récit du sauvetage de 47 personnes migrantes par  l'opticien de la ville. En 2016, elle s'inspire de ce récit pour écrire une œuvre entre fiction et journalisme. Édité en français et en anglais, L’Opticien de Lampedusa est traduit en 2017 en Italien et en allemand. Ce livre fait partie de la liste du Financial Times des meilleurs livres politiques de l'année 2016.  

## Œuvre
- Emma-Jane Kirby, L'opticien de Lampedusa, Paris, Des Equateurs, 2016, 167 p. (ISBN 2849904589)

## Prix et distinctions
- Prix Bayeux-Calvados, pour le reportage L'opticien de Lampedusa, 2015 ;
- Best books, Financial Times, pour le livre L'opticien de Lampedusa, 2016